# Dieter Berkmann
Dieter Berkmann (nascido em 27 de julho de 1950) é um ex-ciclista alemão. Competiu para Alemanha Ocidental nos Jogos Olímpicos de 1972 e Jogos Olímpicos de 1976.